# Grand Prix Formule 1 van Abu Dhabi
De Grand Prix van Abu Dhabi is een race uit de Formule 1-kalender die voor de eerste keer gereden werd op 1 november 2009 op het Yas Marina Circuit op het eiland Yas in het emiraat Abu Dhabi, onderdeel van de Verenigde Arabische Emiraten. 
De race werd in 2009 de eerste "dag-naar-nacht-race" in de Formule 1. De race begon om 17 uur plaatselijke tijd en vond plaats tijdens de zonsondergang die zich voltrok ongeveer drie kwartier na de start van de race. De verlichting op het circuit brandde bij de start van de race.

## Winnaars van de Grand Prix
| Jaar | Coureur          | Constructeur            | Locatie | Verslag |
| ---- | ---------------- | ----------------------- | ------- | ------- |
| 2024 | Lando Norris     | McLaren-Mercedes        | Yas     | Verslag |
| 2023 | Max Verstappen   | Red Bull Racing-RBPT    | Yas     | Verslag |
| 2022 | Max Verstappen   | Red Bull Racing-RBPT    | Yas     | Verslag |
| 2021 | Max Verstappen   | Red Bull Racing-Honda   | Yas     | Verslag |
| 2020 | Max Verstappen   | Red Bull Racing-Honda   | Yas     | Verslag |
| 2019 | Lewis Hamilton   | Mercedes                | Yas     | Verslag |
| 2018 | Lewis Hamilton   | Mercedes                | Yas     | Verslag |
| 2017 | Valtteri Bottas  | Mercedes                | Yas     | Verslag |
| 2016 | Lewis Hamilton   | Mercedes                | Yas     | Verslag |
| 2015 | Nico Rosberg     | Mercedes                | Yas     | Verslag |
| 2014 | Lewis Hamilton   | Mercedes                | Yas     | Verslag |
| 2013 | Sebastian Vettel | Red Bull Racing-Renault | Yas     | Verslag |
| 2012 | Kimi Räikkönen   | Lotus-Renault           | Yas     | Verslag |
| 2011 | Lewis Hamilton   | McLaren-Mercedes        | Yas     | Verslag |
| 2010 | Sebastian Vettel | Red Bull Racing-Renault | Yas     | Verslag |
| 2009 | Sebastian Vettel | Red Bull Racing-Renault | Yas     | Verslag |

## Trivia
- De populariteit van Abu Dhabi als vakantiebestemming tijdens en rondom de Grand Prix race in 2021 was nog nooit zo hoog in Nederland. De kans dat Max Verstappen voor het eerst wereldkampioen zou kunnen worden zorgde voor een gigantische toename in de vraag naar vliegtickets naar Abu Dhabi.[2]

2009 · 2010 · 2011 · 2012 · 2013 · 2014 · 2015 · 2016 · 2017 · 2018 · 2019 · 2020 · 2021 · 2022 · 2023 · 2024 · 2025 · 2026 · 2027 · 2028 · 2029 · 2030